# Tenka percaudata
Tenka percaudata är en stekelart som beskrevs av Boucek 1988. Tenka percaudata ingår i släktet Tenka och familjen fikonsteklar.
Artens utbredningsområde är Papua Nya Guinea. Inga underarter finns listade i Catalogue of Life.